# Llista d'espècies de selenòpids
Aquesta és la llista d'espècies de selenòpids, una família d'aranyes araneomorfes descrita per Eugène Simon el 1897. única representant de la subfamília dels selenopioideids. Conté la informació recollida fins al 30 d'agost del 2006 i hi ha citats 4 gèneres i 189 espècies; els gèneres amb més espècies són Selenops amb 116, i Anyphops amb 64 espècies. La seva distribució es concentra a Àfrica, Mediterrani, Austràlia, Amèrica del Sud i Central, i algunes zones d'Àsia.

## Gèneres i espècies

### Anyphops
Benoit, 1968
- Anyphops alticola (Lawrence, 1940) (Sud-àfrica)
- Anyphops amatolae (Lawrence, 1940) (Sud-àfrica)
- Anyphops atomarius (Simon, 1887) (Àfrica Meridional)
- Anyphops barbertonensis (Lawrence, 1940) (Somàlia, Sud-àfrica)
- Anyphops barnardi (Lawrence, 1940) (Zimbàbue)
- Anyphops basutus (Pocock, 1901) (Lesotho)
- Anyphops bechuanicus (Lawrence, 1940) (Botswana)
- Anyphops benoiti Corronca, 1998 (Madagascar)
- Anyphops braunsi (Lawrence, 1940) (Sud-àfrica)
- Anyphops broomi (Pocock, 1900) (Sud-àfrica)
- Anyphops caledonicus (Lawrence, 1940) (Sud-àfrica)
- Anyphops capensis (Lawrence, 1940) (Sud-àfrica)
- Anyphops civicus (Lawrence, 1940) (Sud-àfrica)
- Anyphops decoratus (Lawrence, 1940) (Sud-àfrica)
- Anyphops dubiosus (Lawrence, 1952) (Sud-àfrica)
- Anyphops dulacen Corronca, 2000 (Namíbia)
- Anyphops fitzsimonsi (Lawrence, 1940) (Sud-àfrica)
- Anyphops gilli (Lawrence, 1940) (Sud-àfrica)
- Anyphops helenae (Lawrence, 1940) (Sud-àfrica)
- Anyphops hessei (Lawrence, 1940) (Sud-àfrica)
- Anyphops hewitti (Lawrence, 1940) (Sud-àfrica)
- Anyphops immaculatus (Lawrence, 1940) (Sud-àfrica)
- Anyphops karrooicus (Lawrence, 1940) (Sud-àfrica)
- Anyphops kivuensis Benoit, 1968 (Congo)
- Anyphops kraussi (Pocock, 1898) (Sud-àfrica)
- Anyphops lawrencei (Roewer, 1951) (Sud-àfrica)
- Anyphops leleupi Benoit, 1972 (Sud-àfrica)
- Anyphops lesserti (Lawrence, 1940) (Sud-àfrica)
- Anyphops lignicola (Lawrence, 1937) (Sud-àfrica)
- Anyphops lochiel Corronca, 2000 (Sud-àfrica)
- Anyphops longipedatus (Roewer, 1955) (Sud-àfrica)
- Anyphops lucia Corronca, 2005 (Sud-àfrica)
- Anyphops lycosiformis (Lawrence, 1937) (Sud-àfrica)
- Anyphops maculosus (Lawrence, 1940) (Sud-àfrica)
- Anyphops marshalli (Pocock, 1902) (Sud-àfrica)
- Anyphops minor (Lawrence, 1940) (Sud-àfrica)
- Anyphops montanus (Lawrence, 1940) (Sud-àfrica)
- Anyphops mumai (Corronca, 1996) (Sud-àfrica)
- Anyphops namaquensis (Lawrence, 1940) (Namíbia)
- Anyphops narcissi Benoit, 1972 (Swazilàndia)
- Anyphops natalensis (Lawrence, 1940) (Sud-àfrica)
- Anyphops ngome Corronca, 2005 (Sud-àfrica)
- Anyphops parvulus (Pocock, 1900) (Congo, Sud-àfrica)
- Anyphops phallus (Lawrence, 1952) (Sud-àfrica)
- Anyphops pococki (Lawrence, 1940) (Sud-àfrica)
- Anyphops purcelli (Lawrence, 1940) (Sud-àfrica)
- Anyphops regalis (Lawrence, 1940) (Sud-àfrica)
- Anyphops reservatus (Lawrence, 1937) (Sud-àfrica)
- Anyphops rubicundus (Lawrence, 1940) (Sud-àfrica)
- Anyphops schoenlandi (Pocock, 1902) (Sud-àfrica)
- Anyphops septemspinatus (Lawrence, 1937) (Sud-àfrica)
- Anyphops septentrionalis Benoit, 1975 (Camerun)
- Anyphops sexspinatus (Lawrence, 1940) (Namíbia)
- Anyphops silvicolellus (Strand, 1913) (Central Àfrica)
- Anyphops smithersi (Lawrence, 1940) (Lesotho)
- Anyphops spenceri (Pocock, 1896) (Sud-àfrica)
- Anyphops sponsae (Lessert, 1933) (Congo, Angola)
- Anyphops stauntoni (Pocock, 1902) (Santa Helena, Sud-àfrica)
- Anyphops stridulans (Lawrence, 1940) (Sud-àfrica)
- Anyphops thornei (Lawrence, 1940) (Sud-àfrica)
- Anyphops transvaalicus (Lawrence, 1940) (Sud-àfrica)
- Anyphops tuckeri (Lawrence, 1940) (Sud-àfrica)
- Anyphops tugelanus (Lawrence, 1942) (Sud-àfrica)
- Anyphops whiteae (Pocock, 1902) (Sud-àfrica)

### Garcorops
Corronca, 2003
- Garcorops jocquei Corronca, 2003 (Illes Comores)
- Garcorops madagascar Corronca, 2003 (Madagascar)
- Garcorops paulyi Corronca, 2003 (Madagascar)

### Hovops
Benoit, 1968
- Hovops dufouri (Vinson, 1863) (Madagascar, Illa de la Reunió)
- Hovops legrasi (Simon, 1887) (Madagascar)
- Hovops madagascariensis (Vinson, 1863) (Madagascar)
- Hovops mariensis (Strand, 1908) (Madagascar)
- Hovops modestus (Lenz, 1886) (Madagascar)
- Hovops pusillus (Simon, 1887) (Madagascar)

### Selenops
Latreille, 1819
- Selenops abyssus Muma, 1953 (Mèxic)
- Selenops actophilus Chamberlin, 1924 (EUA, Mèxic)
- Selenops aculeatus Simon, 1901 (Malàisia)
- Selenops aequalis Franganillo, 1935 (Cuba)
- Selenops agumbensis Tikader, 1969 (Índia)
- Selenops aissus Walckenaer, 1837 (EUA, Bahames, Cuba, Martinica, Panamà)
- Selenops alemani Muma, 1953 (Cuba)
- Selenops angelae Corronca, 1998 (Equador)
- Selenops angolaensis Corronca, 2002 (Angola)
- Selenops annulatus Simon, 1876 (Camerun fins a Tanzània)
- Selenops ansieae Corronca, 2002 (Sud-àfrica)
- Selenops australiensis L. Koch, 1875 (Austràlia)
- Selenops bani Alayón, 1992 (Hispaniola)
- Selenops banksi Muma, 1953 (Panamà)
- Selenops bifurcatus Banks, 1909 (Guatemala, Costa Rica, Cuba)
- Selenops brachycephalus Lawrence, 1940 (Zimbabwe, Sud-àfrica)
- Selenops bursarius Karsch, 1879 (Xina, Corea, Taiwan, Japó)
- Selenops buscki Muma, 1953 (Panamà)
- Selenops cabagan Alayón, 2005 (Cuba)
- Selenops camerun Corronca, 2001 (Camerun)
- Selenops canasta Alayón, 2005 (Cuba)
- Selenops candidus Muma, 1953 (Jamaica)
- Selenops caney Alayón, 2005 (Cuba)
- Selenops cocheleti Simon, 1880 (Panamà fins a l'Argentina)
- Selenops comorensis Schmidt & Krause, 1994 (Illes Comores)
- Selenops cordatus Zhu, Sha & Chen, 1990 (Xina)
- Selenops cristis Corronca, 2002 (Ghana or Namíbia)
- Selenops curazao Alayón, 2001 (Curaçao)
- Selenops debilis Banks, 1898 (EUA, Mèxic)
- Selenops dilamen Corronca, 2002 (Congo)
- Selenops dilon Corronca, 2002 (Sud-àfrica)
- Selenops ducke Corronca, 1996 (Brasil)
- Selenops ecuadorensis Berland, 1913 (Equador)
- Selenops feron Corronca, 2002 (Sud-àfrica)
- Selenops florenciae Corronca, 2002 (Angola)
- Selenops formosanus Kayashima, 1943 (Taiwan)
- Selenops formosus Bryant, 1940 (Cuba)
- Selenops galapagoensis Banks, 1902 (EUA, Mèxic, Amèrica Central, Illes Galàpagos)
- Selenops geraldinae Corronca, 1996 (Veneçuela)
- Selenops gracilis Muma, 1953 (Mèxic)
- Selenops hebraicus Mello-Leitão, 1945 (Brasil, Paraguai, Argentina)
- Selenops iberia Alayón, 2005 (Cuba)
- Selenops ilcuria Corronca, 2002 (Camerun, Sud-àfrica)
- Selenops imias Alayón, 2005 (Cuba)
- Selenops insularis Keyserling, 1881 (EUA, Antilles)
- Selenops intricatus Simon, 1910 (Àfrica Central i Occidental)
- Selenops isopodus Mello-Leitão, 1941 (Colòmbia)
- Selenops ivohibe Corronca, 2005 (Madagascar)
- Selenops jocquei Corronca, 2005 (Costa d'Ivori)
- Selenops juxtlahuaca Mondragón, 2007 (Mèxic)
- Selenops kikay Corronca, 1996 (Brasil)
- Selenops kruegeri Lawrence, 1940 (Àfrica Meridional)
- Selenops lavillai Corronca, 1996 (Veneçuela, Perú, Brasil)
- Selenops lepidus Muma, 1953 (Mèxic)
- Selenops lesnei Lessert, 1936 (Est, Àfrica Meridional)
- Selenops levii Corronca, 1997 (Brasil)
- Selenops lindborgi Petrunkevitch, 1926 (Puerto Rico, Illes Verges)
- Selenops littoricola Strand, 1913 (Central Àfrica)
- Selenops lobatse Corronca, 2001 (Sud-àfrica)
- Selenops lucibel Corronca, 2002 (Àfrica Meridional)
- Selenops lumbo Corronca, 2001 (Àfrica Oriental)
- Selenops lunatus Muma, 1953 (Jamaica)
- Selenops manzanoae Corronca, 1997 (Brasil)
- Selenops maranhensis Mello-Leitão, 1918 (Brasil, Bolívia, Paraguai, Argentina)
- Selenops marcanoi Alayón, 1992 (Hispaniola)
- Selenops marginalis F. O. P.-Cambridge, 1900 (Mèxic)
- Selenops marilus Corronca, 1998 (Veneçuela)
- Selenops melanurus Mello-Leitão, 1923 (Brasil)
- Selenops mexicanus Keyserling, 1880 (Mèxic, Amèrica Central)
- Selenops micropalpus Muma, 1953 (República Dominicana)
- Selenops minutus F. O. P.-Cambridge, 1900 (Guatemala, Panamà)
- Selenops montigenus Simon, 1889 (Índia)
- Selenops morosus Banks, 1898 (Mèxic)
- Selenops nesophilus Chamberlin, 1924 (EUA, Mèxic)
- Selenops nigromaculatus Keyserling, 1880 (Mèxic, Antigua)
- Selenops nilgirensis Reimoser, 1934 (Índia)
- Selenops occultus Mello-Leitão, 1918 (Brasil, Paraguai, Argentina)
- Selenops oculatus Pocock, 1898 (Orient Pròxim)
- Selenops ollarius Zhu, Sha & Chen, 1990 (Xina)
- Selenops onka Corronca, 2005 (Angola, Namíbia)
- Selenops ovambicus Lawrence, 1940 (Oest, Est, Àfrica Meridional)
- Selenops para Corronca, 1996 (Brasil)
- Selenops pensilis Muma, 1953 (Hispaniola)
- Selenops peraltae Corronca, 1997 (Bolívia)
- Selenops petrunkevitchi Alayón, 2003 (Jamaica)
- Selenops phaselus Muma, 1953 (Hispaniola)
- Selenops pygmaeus Benoit, 1975 (Costa d'Ivori, Congo)
- Selenops radiatus Latreille, 1819 (Mediterrani, Àfrica, Índia, Myanmar)
  - Selenops radiatus fuscus Franganillo, 1926 (Cuba)
- Selenops rapax Mello-Leitão, 1929 (Brasil, Argentina)
- Selenops rosario Alayón, 2005 (Cuba)
- Selenops sabulosus Benoit, 1968 (Djibouti)
- Selenops saldali Corronca, 2002 (Ghana, Nigèria)
- Selenops salvadoranus Chamberlin, 1925 (El Salvador)
- Selenops scitus Muma, 1953 (Mèxic)
- Selenops secretus Hirst, 1911 (Seychelles)
- Selenops shevaroyensis Gravely, 1931 (Índia)
- Selenops siboney Alayón, 2005 (Cuba)
- Selenops simius Muma, 1953 (Índies Occidentals, Cuba)
- Selenops spixi Perty, 1833 (Brasil, Uruguai, Argentina)
- Selenops submaculosus Bryant, 1940 (Índies Occidentals)
- Selenops sumitrae Patel & Patel, 1973 (Índia)
- Selenops tehuacanus Muma, 1953 (Mèxic)
- Selenops tenebrosus Lawrence, 1940 (Zimbabwe, Sud-àfrica)
- Selenops tiky Corronca, 1998 (Veneçuela)
- Selenops tomsici Corronca, 1996 (Perú)
- Selenops tonteldoos Corronca, 2005 (Sud-àfrica)
- Selenops trifidus Bryant, 1948 (Illa Navassa)
- Selenops vagabundus Kraus, 1955 (El Salvador)
- Selenops vigilans Pocock, 1898 (Oest, Àfrica Central i Oriental, Madagascar)
- Selenops vinalesi Muma, 1953 (Cuba)
- Selenops viron Corronca, 2002 (Kenya)
- Selenops willinki Corronca, 1996 (Illa de Trinidad)
- Selenops ximenae Corronca, 1997 (Brasil)
- Selenops zairensis Benoit, 1968 (Congo, Costa d'Ivori, Angola)
- Selenops zuluanus Lawrence, 1940 (Zimbabwe, Botswana, Sud-àfrica)
- Selenops zumac Corronca, 1996 (Brasil)